# Korkesaari (ö i Finland)
Korkesaari är en ö i Finland. Den ligger i sjön Luovijärvi och i kommunen Posio i den ekonomiska regionen  Östra Lapplands ekonomiska region  och landskapet Lappland, i den norra delen av landet, 700 km norr om huvudstaden Helsingfors. Öns area är 0,5 hektar och dess största längd är 100 meter i sydöst-nordvästlig riktning.